# Eccellenza Sicilia 2015-2016
Il campionato italiano di calcio di Eccellenza regionale 2015-2016 è il venticinquesimo organizzato in Italia. Rappresenta il quinto livello del calcio italiano.
Questi sono i gironi organizzati dal Comitato Regionale della Sicilia.
Le gare si disputano in orari differenti a seconda dei periodi dell'anno: alle 15:30 dalla prima alla sesta giornata, alle 14:30 dalla settima alla diciannovesima, alle 15:00 dalla ventesima alla ventisettesima, alle 16:00 dalla ventottesima alla trentesima e le gare di play-off e play-out.
Play-off e play-out si disputano soltanto se fra le due squadre ipoteticamente coinvolte ci sono meno di 10 punti di distacco. Se la seconda classificata ha almeno dieci punti di vantaggio sulla terza accederà direttamente alla fase nazionale degli spareggi.
Per la stagione 2015-16, fra le squadre aventi diritto a partecipare al torneo non si sono iscritte Ribera, Paternò, San Giovanni Gemini e Tiger Brolo, quest'ultima proveniente dalla Serie D. Lo Scordia è stato ripescato nella categoria superiore. Dalla Promozione sei squadre sono state promosse al termine della stagione regolare: CUS Palermo, Gela, Raffadali, Rocca di Capri Leone, Sicula Leonzio e Sporting Taormina. A queste si aggiungono la Libertas Racalmuto, finalista della Coppa Italia di categoria contro il già promosso CUS Palermo, e le ripescate Atletico Catania, Folgore Selinunte, Forza Calcio Messina, Kamarat, Palazzolo e Troina. Infine la Castelbuonese, a seguito di una fusione con un'altra squadra cittadina, ha cambiato nome in Polisportiva Castelbuono.

## Girone A

### Squadre partecipanti
| Club                        | Città                                    | Stadio                       | Stagione 2014-2015       |
| --------------------------- | ---------------------------------------- | ---------------------------- | ------------------------ |
| S.S.D. Alba Alcamo 1928     | Alcamo (TP)                              | Stadio Lelio Catella         | 11° in Eccellenza gir. A |
| A.S.D. Atletico Campofranco | Campofranco (CL)                         | Stadio Alfonso Virciglio     | 6° in Eccellenza gir. A  |
| A.D. Pol. Castelbuono       | Castelbuono (PA)                         | Stadio Luigi Failla          | 6° in Eccellenza gir. B  |
| CUS Palermo                 | Palermo                                  | Campo CUS                    | 2° in Promozione gir. B  |
| A.S.D. Dattilo Noir         | Dattilo, frazione di Paceco (TP)         | Stadio Giovanni Mancuso      | 10° in Eccellenza gir. A |
| A.S.D. Folgore Selinunte    | Castelvetrano (TP)                       | Stadio Paolo Marino          | 2° in Promozione gir. A  |
| Gela Calcio S.R.L.          | Gela (CL)                                | Stadio Vincenzo Presti       | 3° in Promozione gir. D  |
| A.S.D. Kamarat              | Cammarata (AG)                           | Stadio Salaci                | 14° in Eccellenza gir. A |
| A.C.D. Libertas 2010        | Racalmuto (AG)                           | Stadio Giuseppe La Mantia    | 4° in Promozione gir. A  |
| A.S.D. Mazara Calcio        | Mazara del Vallo (TP)                    | Stadio Nino Vaccara          | 2° in Eccellenza gir. A  |
| A.S.D. Mussomeli            | Mussomeli (CL)                           | Stadio Nino Caltagirone      | 7° in Eccellenza gir. A  |
| Pol. Paceco 1976            | Paceco (TP)                              | Stadio Giovanni Mancuso      | 8° in Eccellenza gir. A  |
| A.P.D. Parmonval            | Partanna-Mondello (quartiere di Palermo) | Campo Franco Lo Monaco       | 9° in Eccellenza gir. A  |
| F.C.D. Pro Favara 1984      | Favara (AG)                              | Stadio Giovanni Bruccoleri   | 4° in Eccellenza gir. A  |
| F.C.D. Raffadali            | Raffadali (AG)                           | Stadio Comunale di Raffadali | 1° in Promozione gir. A  |
| A.S.D. Sancataldese Calcio  | San Cataldo (CL)                         | Stadio Valentino Mazzola     | 3° in Eccellenza gir. A  |

### Classifica
|  | Pos. | Squadra              | Pt | G  | V  | N  | P  | GF | GS | DR  |
|  | ---- | -------------------- | -- | -- | -- | -- | -- | -- | -- | --- |
|  | 1.   | Gela                 | 64 | 30 | 19 | 7  | 4  | 66 | 22 | +44 |
|  | 2.   | Sancataldese         | 59 | 30 | 17 | 8  | 5  | 49 | 21 | +28 |
|  | 3.   | Dattilo Noir         | 53 | 30 | 15 | 8  | 7  | 60 | 37 | +23 |
|  | 4.   | Paceco               | 51 | 30 | 14 | 9  | 7  | 48 | 37 | +11 |
|  | 5.   | Alcamo               | 47 | 30 | 13 | 8  | 9  | 49 | 37 | +12 |
|  | 6.   | Castelbuono          | 43 | 30 | 10 | 13 | 7  | 32 | 30 | +2  |
|  | 7.   | Mazara               | 41 | 30 | 11 | 8  | 11 | 33 | 27 | +6  |
|  | 8.   | Folgore Selinunte    | 41 | 30 | 10 | 11 | 9  | 32 | 25 | +7  |
|  | 9.   | Atletico Campofranco | 41 | 30 | 12 | 5  | 13 | 36 | 42 | -6  |
|  | 10.  | Parmonval            | 40 | 30 | 10 | 10 | 10 | 35 | 32 | +3  |
|  | 11.  | Mussomeli            | 39 | 30 | 11 | 6  | 13 | 27 | 36 | -9  |
|  | 12.  | Kamarat              | 34 | 30 | 9  | 7  | 14 | 26 | 45 | -19 |
|  | 13.  | Pro Favara           | 33 | 30 | 9  | 6  | 15 | 40 | 54 | -14 |
|  | 14.  | Raffadali            | 31 | 30 | 8  | 7  | 15 | 33 | 46 | -13 |
|  | 15.  | CUS Palermo          | 30 | 30 | 8  | 6  | 16 | 33 | 50 | -17 |
|  | 16.  | Libertas             | 11 | 30 | 2  | 5  | 23 | 19 | 77 | -58 |

Legenda:

      Gela promosso in Serie D 2016-2017.

      Sancataldese ripescato in Serie D 2016-2017.

      Kamarat e Raffadali retrocessi in Promozione 2016-2017 dopo play-out.

      CUS Palermo e Libertas retrocessi in Promozione 2016-2017.

#### Play-off
Semifinale
|         | Risultati |        | Luogo e data                                     |  |
| ------- | --------- | ------ | ------------------------------------------------ |  |
| Dattilo | 0 - 1     | Paceco | Stadio Giovanni Mancuso (Paceco), 24 aprile 2016 |  |

Finale
|              | Risultati |        | Luogo e data                                           |  |
| ------------ | --------- | ------ | ------------------------------------------------------ |  |
| Sancataldese | 1 - 0     | Paceco | Stadio Valentino Mazzola (San Cataldo), 30 aprile 2016 |  |

#### Play-out
|           | Risultati   |            | Luogo e data                                        |  |
| --------- | ----------- | ---------- | --------------------------------------------------- |  |
| Mussomeli | 0 - 0 (dts) | Raffadali  | Stadio Nino Caltagirone (Mussomeli), 24 aprile 2016 |  |
| Kamarat   | 0 - 1       | Pro Favara | Stadio Salaci (Cammarata), 24 aprile 2016           |  |

### Risultati

#### Tabellone
|                      | Alc  | Atl  | CUS  | Cas  | Dat  | Fol  | Gel  | Kam  | Lib  | Maz  | Mus  | Pac  | Par  | Pro  | Raf  | San  |
| -------------------- | ---- | ---- | ---- | ---- | ---- | ---- | ---- | ---- | ---- | ---- | ---- | ---- | ---- | ---- | ---- | ---- |
| Alcamo               | –––– | 1-1  | 1-2  | 2-0  | 0-0  | 2-1  | 1-1  | 5-0  | 1-1  | 2-2  | 2-0  | 4-3  | 1-0  | 2-3  | 3-0  | 0-1  |
| Atletico Campofranco | 2-3  | –––– | 1-2  | 2-2  | 3-2  | 2-3  | 0-1  | 1-1  | 2-0  | 1-0  | 1-0  | 2-2  | 1-0  | 0-1  | 3-1  | 0-1  |
| CUS Palermo          | 1-2  | 1-1  | –––– | 1-1  | 1-3  | 0-2  | 0-3  | 2-0  | 1-1  | 2-0  | 2-0  | 0-2  | 1-3  | 2-0  | 2-2  | 0-1  |
| Castelbuono          | 2-0  | 0-1  | 1-0  | –––– | 1-0  | 1-1  | 1-1  | 1-0  | 1-0  | 1-1  | 1-0  | 1-1  | 1-1  | 0-0  | 0-0  | 0-0  |
| Dattilo              | 1-1  | 5-1  | 5-1  | 1-1  | –––– | 2-1  | 2-1  | 3-0  | 5-2  | 1-3  | 5-1  | 1-3  | 1-1  | 4-2  | 4-0  | 3-1  |
| Folgore Selinunte    | 1-0  | 0-1  | 0-0  | 1-1  | 1-2  | –––– | 1-0  | 0-0  | 5-0  | 1-0  | 2-2  | 0-2  | 0-0  | 2-0  | 2-1  | 0-0  |
| Gela                 | 3-0  | 5-2  | 4-0  | 3-0  | 4-0  | 0-0  | –––– | 4-1  | 6-0  | 0-0  | 1-0  | 5-0  | 2-0  | 3-2  | 2-1  | 1-0  |
| Kamarat              | 2-1  | 2-0  | 3-2  | 2-5  | 2-1  | 0-0  | 1-1  | –––– | 2-1  | 0-1  | 0-0  | 1-0  | 2-0  | 0-0  | 1-0  | 0-2  |
| Libertas             | 0-5  | 0-3  | 0-2  | 0-1  | 1-1  | 0-1  | 2-2  | 2-0  | –––– | 1-2  | 2-3  | 0-2  | 1-0  | 2-3  | 0-4  | 0-4  |
| Mazara               | 0-1  | 2-0  | 1-0  | 1-2  | 1-1  | 1-0  | 1-2  | 3-0  | 2-0  | –––– | 0-1  | 3-0  | 1-0  | 2-0  | 2-2  | 1-1  |
| Mussomeli            | 1-2  | 2-0  | 0-1  | 3-2  | 0-2  | 2-1  | 1-0  | 2-0  | 3-0  | 1-0  | –––– | 1-1  | 0-2  | 1-0  | 2-2  | 0-0  |
| Paceco               | 1-1  | 2-0  | 2-1  | 1-0  | 0-0  | 1-3  | 1-2  | 3-2  | 1-1  | 1-1  | 2-0  | –––– | 5-0  | 3-0  | 2-1  | 3-2  |
| Parmonval            | 1-2  | 0-1  | 2-0  | 1-0  | 3-1  | 1-1  | 1-1  | 1-1  | 4-1  | 2-2  | 0-0  | 1-1  | –––– | 1-1  | 2-0  | 2-1  |
| Pro Favara           | 1-1  | 0-1  | 5-4  | 5-2  | 0-2  | 2-2  | 0-5  | 0-2  | 5-1  | 1-0  | 0-1  | 2-0  | 0-4  | –––– | 2-3  | 1-1  |
| Raffadali            | 3-1  | 1-3  | 1-1  | 0-2  | 0-1  | 1-0  | 0-3  | 1-0  | 3-0  | 2-0  | 2-0  | 1-1  | 0-1  | 1-4  | –––– | 1-1  |
| Sancataldese         | 3-2  | 2-0  | 3-1  | 1-1  | 1-1  | 1-0  | 4-0  | 3-1  | 4-0  | 1-0  | 3-0  | 1-2  | 3-1  | 2-0  | 1-0  | –––– |

## Girone B

### Squadre Partecipanti
| Club                            | Città                               | Stadio                          | Stagione 2014-2015       |
| ------------------------------- | ----------------------------------- | ------------------------------- | ------------------------ |
| A.S.D. Acireale                 | Acireale (CT)                       | Stadio Tupparello               | 5° in Eccellenza gir. B  |
| U.S.D. Atletico Catania         | Catania                             | Campo Zia Lisa                  | 7° in Promozione gir. D  |
| U.S.D. Città di Rosolini        | Rosolini (SR)                       | Stadio Salvatore Consales       | 14° in Eccellenza gir. B |
| Forza Calcio Messina            | Rometta (ME)                        | Stadio Filari                   | 4° in Promozione gir. C  |
| A.S.D. Giarre Calcio            | Giarre (CT)                         | Stadio Regionale                | 9° in Eccellenza gir. B  |
| A.S.D. Igea Virtus Barcellona   | Barcellona Pozzo di Gotto (ME)      | Stadio Carlo Stagno d'Alcontres | 3° in Eccellenza gir. B  |
| A.S.D. SportSoccer Milazzo 1937 | Milazzo (ME)                        | Stadio Grotta Polifemo          | 4° in Eccellenza gir. B  |
| A.S.D. Modica Calcio            | Modica (RG)                         | Stadio Pietro Scollo            | 12° in Eccellenza gir. B |
| N.F.C. Orlandina                | Capo d'Orlando (ME)                 | Stadio Francesco Micale         | 18° in Serie D gir. I    |
| S.C. Palazzolo                  | Palazzolo Acreide (SR)              | Stadio Scrofani Sallustro       | 5ª in Promozione gir. B  |
| U.S.D. Rocca di Capri Leone     | Rocca, frazione di Capri Leone (ME) | Stadio Comunale di Capri Leone  | 1° in Promozione gir. B  |
| S.S.D. Catania San Pio X        | Nesima (quartiere di Catania)       | Campo Zia Lisa                  | 8° in Eccellenza gir. B  |
| A.S.D. Sicula Leonzio           | Lentini (SR)                        | Stadio Angelino Nobile          | 1° in Promozione gir. D  |
| A.S.D. Sporting Taormina        | Taormina (ME)                       | Stadio Valerio Bacigalupo       | 1° in Promozione gir. C  |
| A.S.D. Sporting Viagrande       | Viagrande (CT)                      | Stadio Francesco Russo          | 7° in Eccellenza gir. B  |
| A.S.D. Troina                   | Troina (EN)                         | Stadio Silvio Proto             | 2° in Promozione gir. C  |

### Classifica
|  | Pos. | Squadra              | Pt | G  | V  | N | P  | GF | GS  | DR   |
|  | ---- | -------------------- | -- | -- | -- | - | -- | -- | --- | ---- |
|  | 1.   | Igea Virtus          | 67 | 30 | 20 | 7 | 3  | 70 | 12  | +58  |
|  | 2.   | Rocca di Capri Leone | 64 | 30 | 19 | 7 | 4  | 78 | 29  | +49  |
|  | 3.   | Sicula Leonzio       | 63 | 30 | 20 | 6 | 4  | 63 | 17  | +46  |
|  | 4.   | Troina               | 61 | 30 | 18 | 7 | 5  | 53 | 24  | +29  |
|  | 5.   | Acireale             | 59 | 30 | 17 | 8 | 5  | 54 | 25  | +29  |
|  | 6.   | Sporting Taormina    | 57 | 30 | 17 | 6 | 7  | 46 | 30  | +16  |
|  | 7.   | Palazzolo            | 55 | 30 | 16 | 7 | 7  | 67 | 25  | +42  |
|  | 8.   | Rosolini             | 38 | 30 | 10 | 8 | 12 | 43 | 35  | +8   |
|  | 9.   | Milazzo              | 37 | 30 | 11 | 4 | 15 | 39 | 34  | +4   |
|  | 10.  | Sporting Viagrande   | 37 | 30 | 10 | 7 | 13 | 39 | 34  | +5   |
|  | 11.  | Giarre               | 37 | 30 | 11 | 4 | 15 | 44 | 40  | +4   |
|  | 12.  | Catania San Pio X    | 35 | 30 | 10 | 5 | 15 | 43 | 43  | 0    |
|  | 13.  | Atletico Catania     | 27 | 30 | 7  | 6 | 17 | 47 | 63  | -16  |
|  | 14.  | Modica               | 18 | 30 | 5  | 3 | 22 | 21 | 72  | -51  |
|  | 15.  | Forza Calcio Messina | 12 | 30 | 3  | 3 | 24 | 24 | 100 | -76  |
|  | 16.  | Orlandina            | 6  | 30 | 2  | 0 | 28 | 5  | 153 | -148 |

Legenda:

      Igea Virtus promosso in Serie D 2016-2017.

      Sicula Leonzio promosso in Serie D 2016-2017 dopo play-off nazionali.

      Atletico Catania retrocesso in Promozione 2016-2017 dopo play-out.

      Modica, Forza Calcio Messina e Orlandina retrocessi in Promozione 2016-2017.

#### Play-off
Semifinali
|                      | Risultati   |          | Luogo e data                                     |  |
| -------------------- | ----------- | -------- | ------------------------------------------------ |  |
| Rocca di Capri Leone | 2 - 3 (dts) | Acireale | Stadio Comunale (Capri Leone), 24 aprile 2016    |  |
| Sicula Leonzio       | 3 - 1 (dts) | Troina   | Stadio Angelino Nobile (Lentini), 24 aprile 2016 |  |

Finale
|                | Risultati |          | Luogo e data                                    |  |
| -------------- | --------- | -------- | ----------------------------------------------- |  |
| Sicula Leonzio | 1 - 0     | Acireale | Stadio Angelino Nobile (Lentini), 1 maggio 2016 |  |

#### Play-out
|           | Risultati   |                  | Luogo e data                                       |  |
| --------- | ----------- | ---------------- | -------------------------------------------------- |  |
| San Pio X | 0 - 0 (dts) | Atletico Catania | Stadio Bonaiuto Somma (Mascalucia), 24 aprile 2016 |  |

### Risultati

#### Tabellone
|                      | Aci  | Atl  | For  | Gia  | Ige  | Mil  | Mod  | Orl  | Pal  | Roc  | Ros  | San  | Sic  | SpT  | SpV  | Tro  |
| -------------------- | ---- | ---- | ---- | ---- | ---- | ---- | ---- | ---- | ---- | ---- | ---- | ---- | ---- | ---- | ---- | ---- |
| Acireale             | –––– | 7-2  | 0-0  | 4-1  | 1-1  | 2-0  | 3-0  | 9-0  | 0-1  | 2-1  | 1-0  | 2-0  | 1-0  | 0-0  | 3-1  | 0-0  |
| Atletico Catania     | 2-3  | –––– | 2-3  | 1-2  | 0-5  | 5-3  | 4-0  | 7-0  | 0-0  | 0-0  | 0-0  | 1-1  | 1-3  | 1-2  | 0-3  | 1-1  |
| Forza C. Messina     | 2-3  | 0-4  | –––– | 2-4  | 1-6  | 0-1  | 1-2  | 3-0  | 0-2  | 1-5  | 0-4  | 1-2  | 0-2  | 0-2  | 0-5  | 0-1  |
| Giarre               | 1-2  | 2-0  | 7-1  | –––– | 0-1  | 0-0  | 1-1  | 5-1  | 2-1  | 3-0  | 0-1  | 1-0  | 1-3  | 1-2  | 0-2  | 2-0  |
| Igea Virtus          | 2-0  | 5-1  | 7-0  | 2-1  | –––– | 1-0  | 5-0  | 8-0  | 3-0  | 3-0  | 3-0  | 2-0  | 1-1  | 0-1  | 2-0  | 3-1  |
| Milazzo              | 1-2  | 3-1  | 1-1  | 1-0  | 0-1  | –––– | 1-0  | 9-0  | 0-0  | 3-4  | 1-1  | 0-1  | 2-1  | 1-0  | 0-1  | 0-1  |
| Modica               | 1-0  | 0-5  | 2-1  | 1-0  | 0-1  | 1-5  | –––– | 0-1  | 0-6  | 0-1  | 1-4  | 0-0  | 0-1  | 0-3  | 0-0  | 0-1  |
| Orlandina            | 0-1  | 2-0  | 1-3  | 0-3  | 0-4  | 0-2  | 0-3  | –––– | 0-12 | 0-7  | 0-4  | 0-5  | 0-7  | 0-4  | 0-1  | 0-7  |
| Palazzolo            | 1-1  | 2-1  | 5-0  | 1-1  | 1-2  | 3-0  | 5-1  | 4-0  | –––– | 1-2  | 2-1  | 4-1  | 1-1  | 3-0  | 1-0  | 3-1  |
| Rocca di Capri Leone | 4-0  | 2-1  | 5-0  | 1-1  | 0-0  | 1-0  | 4-0  | 14-0 | 2-2  | –––– | 4-2  | 2-1  | 2-0  | 3-0  | 3-1  | 3-2  |
| Rosolini             | 1-1  | 1-3  | 6-0  | 2-0  | 0-0  | 2-1  | 4-1  | 2-0  | 2-3  | 1-1  | –––– | 0-1  | 1-1  | 0-1  | 0-0  | 0-1  |
| San Pio X            | 0-3  | 5-1  | 4-1  | 3-0  | 1-1  | 0-2  | 4-3  | 5-0  | 1-1  | 0-2  | 0-1  | –––– | 1-2  | 0-2  | 1-1  | 1-3  |
| Sicula Leonzio       | 1-1  | 3-0  | 8-1  | 1-0  | 1-0  | 1-0  | 3-1  | 9-0  | 1-0  | 1-0  | 2-0  | 0-1  | –––– | 0-0  | 1-0  | 0-0  |
| Sporting Taormina    | 1-0  | 0-1  | 1-1  | 3-2  | 1-1  | 1-0  | 4-3  | 6-0  | 0-2  | 0-1  | 4-2  | 3-2  | 0-3  | –––– | 1-0  | 1-1  |
| Sporting Viagrande   | 1-2  | 1-1  | 2-1  | 2-3  | 0-0  | 0-1  | 1-0  | 7-0  | 1-0  | 2-2  | 0-0  | 3-2  | 1-4  | 1-2  | –––– | 1-2  |
| Troina               | 0-0  | 4-1  | 6-0  | 1-0  | 1-0  | 3-1  | 3-0  | 2-0  | 1-0  | 2-2  | 3-1  | 1-0  | 1-2  | 1-1  | 2-1  | –––– |